# Dream City
Dream City er en syrerockgruppe der viderefører idéerne fra bandet Young Flower. De spiller deres repertoire kombineret med Cream- og Jimi Hendrix-numre. Gruppen består af Peter Ingemann, bas, Søren Berlev, trommer, og Tømrerclaus, guitar og klarinet.Bo Jacobsen har også spillet trommer i bandet.

## Diskografi
- Do the Blues, 1993 med Bo Jacobsen på trommer
- Syre, 1996, med Bo Jacobsen på trommer
- Søgelys, 2004, med Søren Berlev på trommer